# Menneville (Aisne)
Menneville korábbi község Franciaországban, Aisne megyében. Lakosainak száma 511 fő (2018. január 1.). Menneville Guignicourt, Neufchâtel-sur-Aisne, Pignicourt, Prouvais, Proviseux-et-Plesnoy és Variscourt községekkel határos.
2019. január 1-jén Guignicourt korábbi községgel egyesült és az így létrejött Villeneuve-sur-Aisne új község része lett.

## Népesség
A település népességének változása:
| Lakosok száma | 209  | 235  | 233  | 275  | 375  | 409  | 414  | 480  | 499  | 511  |
|               | 1968 | 1975 | 1982 | 1999 | 2006 | 2011 | 2013 | 2016 | 2017 | 2018 |